# Sommet des Amériques de Québec
 (avril 2023).
Le Sommet des Amériques a lieu dans la ville de Québec, au Canada les 20, 21 et 22 avril 2001 et est le lieu des pourparlers concernant la proposition de zone de libre-échange des Amériques (ZLÉA). Le sommet est également connu pour l'ensemble des dispositifs de sécurité mis en place pour l'événement et pour les nombreuses manifestations civiles qui entourent les négociations.

Logo

## Progrès des négociations
Cette rencontre est la troisième entourant le processus de négociation de la ZLÉA après celles de Miami, aux États-Unis en 1994, et de Santiago du Chili, au Chili en 1998. Tous les chefs de gouvernements des Amériques y sont présents, excepté Cuba, qui est officiellement exclu pour sa non-conformité au critère selon lequel seuls les chefs d'État démocratiquement élus peuvent participer aux négociations. Cependant, beaucoup de critiques[Qui ?] soutiennent qu'il s'agit plutôt d'un prétexte pour écarter Cuba de la Zone de libre-échange, puisque son inclusion rendrait l'embargo américain désuet. En partie en raison de la résistance d'Hugo Chavez, président du Venezuela nouvellement élu en 1998, aucun accord n'est entériné lors du Sommet de Québec.

## Mesures de sécurité
Depuis le début, les autorités indiquent leur intention d'utiliser des mesures de sécurité très contraignantes afin de restreindre l'accès au site de la rencontre par les manifestants des différents mouvements altermondialistes, en réaction aux rencontres de Seattle (30 novembre 1999), Prague (26 septembre 2000) et Montréal (20 novembre 2000).
L'érection d'une clôture de sécurité de près de trois mètres de haut, et de près de quatre kilomètres de long, qui entoure une partie du centre-ville, dont la zone des négociations et plusieurs résidences, est probablement la mesure la plus controversée et décriée de la rencontre. Seuls les résidents de la zone, les délégués au sommet et certains journalistes accrédités se voient accordés le droit d'entrée à l'intérieur du périmètre. Les églises et les magasins se voient interdire le droit d'ouvrir leurs portes.
Les forces de sécurité sont fournies par la Sûreté du Québec, la Gendarmerie royale du Canada (GRC), en collaboration avec les Forces armées canadiennes et le Service canadien du renseignement de sécurité (SCRS).

## Protestations contre le sommet
Les mouvements de protestation contre le Sommet de Québec (aussi appelés A20) rassemblent plus de 50 000 manifestants provenant de partout en Amérique. Les groupes représentés aux manifestations sont nombreux, dont l'organisation environnementale Greenpeace, le Conseil des Canadiens, le Nouveau Parti démocratique (NPD) le Parti québécois, le Parti communiste du Canada section Québec, le Rassemblement pour une alternative politique, le Parti de la démocratie socialiste, le Parti communiste révolutionnaire et de nombreux groupes anticapitaliste, syndicaux, étudiants, communautaires et féministes provenant de l'ensemble de l'hémisphère.
En plus des visées politiques du mouvement altermondialiste, les grands médias portent leur attention sur la division de la ville avec la barrière de sécurité et la réponse policière face aux manifestations.
Les manifestants commencent à arriver à partir du 20 avril. Plusieurs sont accueillis à l'Université Laval, sur les campus des Cégeps de la région ou dans les églises. Dans l'après-midi du vendredi, des militants « plus décidés que les autres » et très bien organisés réussissent à renverser le mur du périmètre de sécurité près du Grand Théâtre. Plusieurs manifestants entrent dans la zone sécurisée, ce qui déclenche des affrontements avec le cordon policier. Ce dernier finit par céder sous la pression des manifestants et le front principal se transporte vers une deuxième ligne de policiers, tous équipés de masques à gaz. Sans avertissement, une pluie de bombes lacrymogènes s'abat sur les manifestants, y compris ceux qui n'ont pas franchi la clôture de sécurité. Plusieurs rassemblements pacifiques, comme un concert et un dîner végétarien sous l'autoroute Dufferin-Montmorency ont aussi lieu. Durant la nuit, de multiples altercations et quelques actes de vandalisme sont commis.
Le deuxième jour des protestations a lieu le samedi 21 avril. La journée débute avec l'ouverture du second Sommet des Peuples, un rassemblement éducatif et politique près de la gare du Palais, dans la Basse-Ville à l'est du site du sommet. Depuis cet endroit, entre 25 et 25 000 et 30 000 manifestants marchent sur le boulevard Charest en direction nord-ouest, vers la rue de la Couronne. Un autre groupe de participants débute sa marche de l'université Laval, en passant par le Cégep de Sainte-Foy pour rejoindre un important contingent réuni au Musée national des beaux arts sur les plaines d'Abraham. Le total de ces manifestants est évalué entre 50 000 et 65 000 personnes.
Les protestations sont divisés en trois zones.
- La "zone verte", caractérisant un lieu de manifestation légal et familial sans aucun risque d'arrestation;
- La "zone jaune", manifestation pacifique et non sanctionnée, mais qui comprend certains risques d'arrestation ou d'affrontements avec la police;
- La "zone rouge", lieux de désobéissance civile qui comporte un haut risque d'arrestation.

Ce système est développé après les manifestations qui ont eu lieu à Montréal en novembre 2000. Quoique se voulant pacifique avec un faible taux d'arrestation, celles-ci furent violemment réprimées par la police[non neutre] anti-émeute, à dos de cheval. Ce système de zones est prévu afin de protéger ceux qui ne souhaitent pas se retrouver en état d'arrestation ou dans un lieu d'affrontements avec la police.
Arrivé à la rue de la Couronne, la marche se divise, elle emporte une majorité de protestants vers la "zone verte" au nord, vers le rassemblement prévu devant le Colisée de Québec. Plusieurs autres décident de se rendre dans les zones jaune et rouge au sud. Parmi les premiers, nombre d'entre eux se disséminent à travers l'aire Saint-Jean Baptiste; d'autres marchent en suivant la Côte d'Abraham vers l'intersection avec l'autoroute Dufferin-Montmorency, à travers laquelle la clôture passe. Des affrontements entre policiers et manifestants se déroulent durant toute la journée et plusieurs brèches dans la barrière de sécurité sont ouvertes.
Même si initialement modérée, la répression policière devient bientôt plus poussée. Les gaz lacrymogènes et les lanceurs de balles de plastique sont utilisés sur les rassemblements pacifiques et sur des citoyens de la ville non impliqués dans les mouvements de protestation. Des bombes lacrymogènes sont larguées si près de la zone verte que des gens faisant leurs courses sont forcés de quitter les lieux, étouffant dans les fumées. Une bombe est même larguée à l'intérieur d'une résidence, où son occupant doit rapidement mettre son enfant de six mois à l'abri des gaz.[non neutre][réf. nécessaire].
La réponse policière prend plusieurs formes : en plus des gaz lacrymogènes largement utilisées, la police utilise à plusieurs reprises un canon à eau et tire des balles de plastique pour disperser les manifestants (incluant les équipes médicales affairées à aider les blessés). La Gendarmerie royale du Canada utilise 3 009 canettes de gaz lacrymogène et tire 502 balles de caoutchouc et la Sûreté du Québec 1 700 bombeslacrymogènes et 320 balles de caoutchouc.
Parmi les autres formes d'interventions tactiques de la part des forces policières, on dénombre notamment les arrestations ciblées de figures connues des mouvements d'opposition et l'expulsion du centre des médias alternatifs du Québec (CMAQ). Le gaz lacrymogène est à ce point utilisé que les délégués à l'intérieur même des lieux de la réunion sont incommodés par la fumée[réf. nécessaire].
Les protestations continuent durant la nuit. En parallèle des manifestations pacifiques et des nombreux actes de désobéissance civile, quelques manifestants s'en prennent aux devantures de magasins et aux panneaux publicitaires. Le largage de bombes lacrymogènes continue, même en des endroits où aucune protestation n'avait lieu, tout comme les affrontements directs avec les manifestants.
Les manifestations prennent fin le dimanche 22 avril, avec la fin de la rencontre.

## Organisation des groupes militants avant le début des manifestations

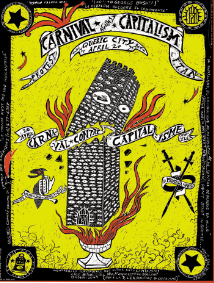
Cette affiche a été réalisée et payée par le collectif ARA-Toronto, en collaboration avec la CASA (c'est Nicolas «Phébus» qui ait fourni les slogans en français et les traductions). Ce n'était donc pas une affiche de la CLAC, car elle fut utilisée par la mouvance anticapitaliste à travers le Canada et plus encore.

Trois coalitions jouent, pour leur part, un rôle important dans l'organisation du contre-sommet des Amériques lors du 20 et 21 avril 2001. Le Sommet des peuples des Amériques est inauguré par le premier ministre canadien, avec une forte représentation syndicale internationale dont la Via Campesina et la CONAIE d'Équateur, liées à l'Alliance Sociale Continentale qui unit les délégués de tous les coins des Amériques. Ensuite, sous les sigles de OQP 2001 (Opération Québec Printemps 2001) et GOMM (Groupe opposé à la mondialisation des marchés), une deuxième coalition fédère des réseaux des jeunes militants d'ATTAC et d'autres associations partisanes du « Non à la ZLÉA ». Le GOMM arassemble plus de 15 000 personnes pour occuper le centre-ville de Québec, le vendredi 20 avril 2001. Le troisième regroupement qui comprend les anarchistes du CLAC (Convergence de luttes anticapitalistes) et du CASA (Comité d'accueil du Sommet des Amériques), organise un carnaval contre le capitalisme et prend part à la rencontre de l'Action Mondiale des Peuples. D'autre part, la jeunesse du Bas-St-Laurent présente lors des manifestations, prône la non-violence, réaffirme la nécessité d'une union de tous les exclus et réclame la reconnaissance des droits à la construction des alternatives. Ceux-ci affirment qu'ils ont organisé des conférences, des kiosques d'informations et des formations de désobéissance civile. Ils auraient sacrifié une partie de leurs études et loisirs, car ils croient en l'idéal qu'ils défendent, comme des milliers d'autres groupes comme eux. Ce mouvement de protestation est très fragmenté, composé de différents réseaux d'organisations et d'associations qui interviennent par secteurs d'activités, par quartiers ou groupes sociaux spécifiques.

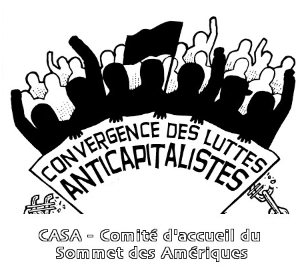
Plus de 120 personnes sont venues et se sont montrées intéressées à construire un groupe de base démocratique, anticapitaliste et reformiste.

Divers groupes et organisations de manifestants se préparent dès le mois de janvier 2001 avant le début du sommet. Ils se prononcent comme des manifestants « anti-mondialisation ». Il y a la présence de manifestants et organisateurs du « Sommet des peuples », aussi considérés comme des représentants de la société civile ou des participants du « Sommet parallèle », des étudiants qui envahiraient Québec pour la version politique du « spring break » des universités anglo-saxonnes de la mouvance la plus radicale du mouvement antimondialisation, qui inclut le Comité d’accueil du Sommet des Amériques (CASA) et la Convergence des luttes anticapitalistes (CLAC), des syndicats et des organismes non gouvernementaux, comme Opération SalAMI, la Table de convergence de l’opposition pacifique et différents participants du Forum Social Mondial.  
En tant qu'hôte du sommet, le Canada a l'occasion de faire valoir ses valeurs démocratiques. En février 2000, le représentant du Canada auprès de l'OÉA ouvre des séances de la Commission à la société civile. C'est l'occasion pour les représentants gouvernementaux et les organisations de la société civile d'échanger des idées et des opinions. Ces séances se déroulaient à Ottawa. Les comptes rendus des séances sont diffusés et disponibles en ligne sur le site Internet spécifiquement créé pour le sommet du Canada.  
Afin d'éviter la montée des oppositions au projet de la ZLÉA, les chefs d'État et de gouvernement des Amériques confient à l'OÉA le mandat de mettre sur pied un groupe consultatif sur la participation de la société civile. Ce contre-sommet est organisé par Common Frontiers et le Réseau québécois sur l'intégration continentale (RQJC), qui regroupent tous les principaux syndicats canadiens, le groupe de femmes, quelques associations étudiantes et d'autres ONG canadiennes militant en faveur d'un modèle alternatif à la ZLÉA. Ces réseaux font partie de l'Alliance Sociale Continentale. Comme moyens de pression, elle favorise l'organisation d'événements parallèles d'envergure et de démonstrations massives, mais pacifiques. Un travail important de sensibilisation aux effets de la mondialisation est organisé par ces organisations. Le RQJC, les syndicats indépendants (FIQ, FAQ et SFPQ), l'Opération SalAMI, Alternatives et la coalition de Québec OQP-2001 se côtoient. Ensemble, ils forment la Table de convergence. Un travail important de sensibilisation aux effets de la mondialisation y est organisé. En mars 2001, l'opération SalAMI organise une perquisition citoyenne au ministère des Affaires Étrangères à Ottawa afin de libérer les textes de la ZLÉA qui sont tenus cachés du public.  
La Table de convergence organise des kiosques d’informations dans le Vieux-Port durant le Sommet. C’est plutôt la gauche étudiante, communautaire et politique, réunie dans les organisations régionales qui prend les devants durant le Sommet. La GOMM (Groupe opposé à la mondialisation des marchés) de Montréal organise une manifestation le vendredi 20 avril jusqu’à la clôture qui ceinture le centre-ville. OQP-2001 (Opération Québec printemps), en plus de l’organisation logistique et de l’hébergement, est responsable d’une manifestation le samedi 21 avril 2001. D’autres coalitions régionales et locales s’organisent au Québec, et au Canada, dont les coalitions Mob for Glob de Toronto et d’Halifax. La mobilisation étudiante québécoise fait la différence. ce sont plus de 50 000 étudiants et étudiantes qui sont en grève lors du Sommet à Montréal, Québec, Granby, Rouyn-Noranda et Shawinigan. L'ASSÉ est fondée dans cette mouvance, en février 2001. 

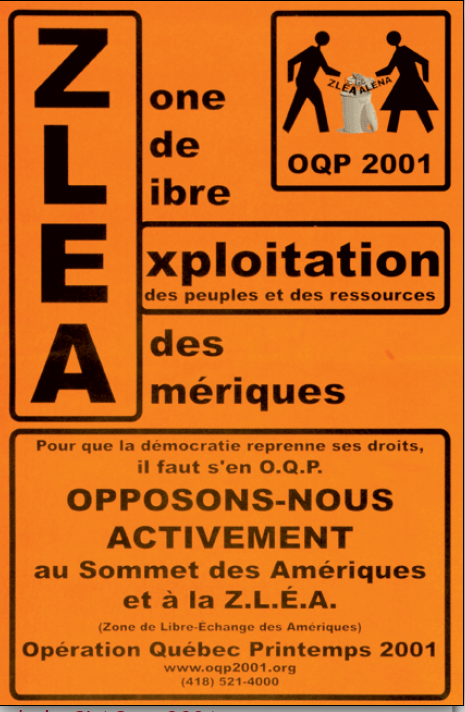
Voici l'affiche principale utilisée par les individus et groupes membres de la coalition Opération Québec Printemps 2001 (OQP2001).

L'année qui précède le Sommet combine une prise de conscience massive des enjeux de la mondialisation et une campagne de peur médiatique sur le danger de se mobiliser. Conférences, colloques, tournées de classes, assemblées de délégués syndicaux, actions théâtrales, chansons engagées, manifestations, entrevues et débats médiatiques se multiplient et oplacent les enjeux de la mondialisation au cœur du débat public. Ces groupes se s'organisent en amont aux manifestations par le biais de réunions, de discussions en ligne, de campagnes de sensibilisation et de coordination. Les communications entre les participants se font principalement par le biais de réunions, de courriers électroniques, de fax, etc. Certains groupes utilisent également des sites web et des forums en ligne pour coordonner leurs actions. Les manifestants utilisent différentes formes de manifestations, y compris des sit-ins et des rassemblements pour faire entendre leurs voix et exprimer leurs préoccupations face aux politiques économiques et à la mondialisation. De nombreux groupes et organisations utilisent également des moyens de communication pour diffuser leurs messages, sensibiliser l’opinion publique et faire pression sur les responsables politiques. Ils utilisnt des rassemblements, des discours, des pétitions, des dépliants, des enseignes, des affiches et d’autres formes de communication pour exprimer leurs idées et leurs revendications politiques.

## Réponse aux événements
La police se justifie et dit que ses actions visaient à protéger les délégués des tentatives d'infiltration de manifestants en "zone rouge" à travers la barrière de sécurité et à prévenir certains manifestants violents de s'en prendre à la propriété d'autrui, à la police, aux médias ou même aux autres manifestants. Entre 12 et 40 policiers auraient été blessés,.
Plusieurs manifestants[Qui ?] accusent la police d'avoir utilisé une force excessive, que l'usage de gaz lacrymogènes et de balles de caoutchouc fut complètement disproportionné pour le niveau de violence rencontré sur place et que souvent, ceux-ci furent utilisés contre des manifestants pacifiques. Plusieurs personnes furent blessées par les balles de caoutchouc et de plus, disent-ils, les bombes lacrymogènes furent souvent larguées directement sur des manifestants, en violation des protocoles régissant leur utilisation. Un manifestant, touché par deux balles de caoutchouc, qui a subi une fracture du larynx poursuit la SQ. Plusieurs[Qui ?] critiquent également les actions des autorités des centres de détention. Globalement, le mouvement altermondialiste décrit les actions de la police durant le Sommet de Québec comme une tentative de suppression de la dissidence et du droit d'opinion.
Les opérations des services secrets sont également critiquées : par exemple, Joan Russow, alors le chef du Parti vert du Canada, est arrêté en tentant de photographier la prison où les manifestants seront détenus par la suite. Certains[Qui ?] disent également que des manifestants de renom, tels Jaggi Singh furent arrêtés par des agents en civil alors qu'ils participaient à des actions légales loin des affrontements avec la police.
Une plainte officielle envers la GRC est formulée par le député néo-démocrate Svend Robinson. Le 13 novembre 2003, la présidente de la Commission des plaintes publiques à la GRC, Shirley Heafey, déclare:
« [...] les membres de la GRC utilisèrent une force excessive et injustifiée dans leur usage de gaz lacrymogène pour déplacer les manifestants quand une réponse plus appropriée aurait pu être mise à l'épreuve en premier. »
La commission recommanda notamment une amélioration des techniques de contrôle des foules, une action disciplinaire contre certains agents et des excuses formelles aux manifestants.